# E. & G. Spitzer
E. & G. Spitzer, manchmal auch G. & E. Spitzer geschrieben, war ein Wiener Damenmoden- und Hutgeschäft.

## Geschichte
Die Gründerin Ernestine Spitzer geb. Schlesinger (1836?–13. März 1897) trug sich am 20. Februar 1869 als Pfaidlerin ins Wiener Handelsregister für Einzelunternehmen ein. Ihr Ehemann Gustav Spitzer († 1909) trat ein paar Monate später im Juli dem Unternehmen als offener Gesellschafter ein. Dementsprechend wurde 1871 der Name des Unternehmens in „E. & G. Spitzer“ umgeändert. Das Geschäft befand sich am Kärntner Ring 12, wo sich ebenfalls die Wohnung der Inhaber befand. 
Im Jahre 1874 reichten die Spitzer ihren Ersuch um die Verleihung des Hoftitels beim Obersthofmeisteramt ein. Ihr Gesuch wurde bewilligt und sie erhielten den Titel eines Hoflieferanten für Mode- und Weißwaren.
Das Unternehmen beteiligte sich auch auf Ausstellungen. So wurden für die Wiener Kochkunst-Ausstellung im Jänner 1898 die Musterkostüme im Stile von 1848 für die Damen des Komitees entworfen und ausgeführt.
Ab dem 5. Jänner waren die Tochter Ida Rosenberg geb. Spitzer († 1927) und der Schwiegersohn Leopold Rosenberg († 21. März 1901) mit Vertretungsrecht, 1896 der Sohn Wilhelm Spitzer ohne Rechtsbefugnis eingetragen. Dieser schied am 28. August 1900 als Gesellschafter aus dem Geschäft aus. Nach dem Tod von Leopold Rosenberg erhielt die Witwe Ida Rosenberg das selbständige Vertretungsrecht. Sie heiratete später ein zweites Mal und hieß ab 1907 mit Nachnamen Kuranda. 
Nach dem Tod von Gustav Spitzer wurde im Jahre 1913 der Betriebsgegenstand im Handelsregister auf Damenkleider und Modistengewerbe vom vormaligen Pfaidlergewerbe erweitert. Den Ersten Weltkrieg überstand das Unternehmen. Nach dem Tod von Ida Kuranda wurden ihre Kinder Marie Pletz geb. Rosenberg und Walther Rosenberg die Inhaber. 
Am 3. Oktober 1930 wurde im Handelsregister das Geschäft auf Wäschewarenerzeugung und auf Frauen- und Kinderkleider beschränkte Kleidermachergewerbe geändert. Im Dezember des Jahres wurde jedoch die Gesellschaft aufgelöst und das Unternehmen liquidiert.